# Azurskrika
Azurskrika (Cyanocorax caeruleus) är en fågel i familjen kråkfåglar inom ordningen tättingar.

## Utseende och levnadssätt
Azurskrikan är en stor skrika med mestadels blå kropp, svart huvud med en liten tofs och svart strupe. Den hittas i fuktiga skogar, framför allt med inslag av Araucaria vars frön utgör fågelns huvudföda. Azurskrikan ses vanligen i små och ljudliga grupper.

## Utbredning och systematik
Fågeln förekommer från sydöstra Brasilien till östra Paraguay och nordöstra Argentina. Den behandlas som monotypisk, det vill säga att den inte delas in i några underarter.

## Status
Azurskrika tros minska relativt kraftigt i antal till följd av skogsavverkningar. IUCN kategoriserar arten som nära hotad.